# Anna Sawicka
Anna Sawicka (ur. 1957) – polska iberystka, tłumaczka z języka katalońskiego i hiszpańskiego.

## Życiorys
Doktoryzowała się w 1991 roku na podstawie pracy Manuel Azaha: pisarz bez czytelników. Dzieje pewnego mitu na Wydziale Filologicznym Uniwersytetu Jagiellońskiego, zaś w 2004 ukończyła tamże habilitację. Przez pięć lat wykładała literaturę polską na Uniwersytecie Barcelońskim; w tym okresie rozpoczęła naukę języka katalońskiego. Jest pracowniczką Instytutu Filologii Romańskiej Uniwersytetu Jagiellońskiego. Do jej obszaru badawczego należy literatura i kultura katalońska, należy do redakcji „Studiów Iberystycznych”.
Tłumaczy literaturę z języka katalońskiego i hiszpańskiego. Przekładała m.in. katalońskich dramaturgów, czy twórczość Jaume Cabrégo. Za przekład średniowiecznego brewiarza Rajmunda Llulla otrzymała w 2004 roku wyróżnienie Instytutu Cervantesa, zaś w 2015 roku otrzymała nagrodę za najlepszy przekład z języka katalońskiego przyznawaną przez Instytutu Ramona Llulla za tłumaczenie powieści Głosy Pamano Cabrégo.
Jest członkinią Komisji Neofilologicznej Wydziału Filologicznego Polskiej Akademii Umiejętności, należy do Stowarzyszenia Tłumaczy Literatury.
Jej starszym bratem jest hispanista Piotr Sawicki.

## Twórczość

### przekłady
- Ramon Llull, Księga Przyjaciela i Umiłowanego, 2003
- Albert Sánchez Piñol, Chłodny dotyk, 2006
- Lluís-Anton Baulenas, Za worek kości, 2008
- Javier Tomeo, Minihistorie, 2009
- Maria Àngels Anglada, Skrzypce z Auschwitz, 2010
- Eduardo Mendoza, Miasto cudów, 2010
- Jaume Cabré, Wyznaję, 2013
- Jaume Cabré, Głosy Pamano, 2014
- Jaume Cabré, Jaśnie Pan, 2015
- Jaume Cabré, Cień eunucha, 2016
- Jaume Cabré, Agonia dźwięków, 2017
- Jaume Cabré, Podróż zimowa, 2018
- Jaume Cabré, Kiedy zapada mrok, 2019
- Pere Calders, Kroniki ukrytej prawdy, 2019[3]
- Isabel Allende, Długi płatek morza, 2020[6]
- Mercè Rodoreda, Diamentowy plac, 2022[7]
- Najat El Hachmi, Ostatni patriarcha, 2022[8]

### twórczość własna
- Paryż – Barcelona – Sitges. Modernistyczny „genius loci” w Katalonii z perspektywy Santiago Rusiñola, 2003
- Drogi i rozdroża kultury katalońskiej, 2007[3]